# Revolta das Barcas
A Revolta das Barcas foi um levante popular, ocorrido em 22 de maio de 1959 contra o serviço hidroviário na cidade de Niterói, estado do Rio de Janeiro. A revolta, além de seis mortos e 118 feridos, resultou na depredação e incêndio tanto do patrimônio das barcas quanto da residência da família de empresários que administrava o serviço, o Grupo Carreteiro, e terminou com intervenção federal e estatização das barcas.

## Contexto histórico
À época, bem antes da existência da Ponte Rio-Niterói, o único serviço de transporte entre Niterói (então capital do estado) e Rio (então capital do Brasil) eram as barcas, que levavam aproximadamente cem mil passageiros por dia, quase metade da população niteroiense de então.
O Grupo Carreteiro, ou Carretero em seus documentos primitivos, é originado em um empreendimento da família de imigrantes espanhóis de mesmo sobrenome, cuja existência remonta até a Batalha das Navas de Tolosa, no século XI. A família controlava o serviço e solicitava constantemente apoio financeiro do governo para cobrir os gastos, alegando prejuízo. Porém, o governo negava maiores subsídios, sob a acusação de que o Grupo prestava falsas informações sobre seus gastos, com suspeitas de que a empresa gastava menos da metade do que exigia. Tais suspeitas eram reforçadas pelas aquisições de fazendas e outros tipos de propriedades pela família Carreteiro, fatos notados pela população.
Além disso, as mobilizações sindicais no Brasil, que incentivavam trabalhadores e trabalhadoras a se organizar, eram crescentes. Nesse cenário, o Sindicato dos Marítimos e Operários Navais paralisava o trabalho com frequência. Essas paralisações eram usadas pelo Grupo Carreteiro como justificativa para novos aumentos tarifários.

## A greve dos marítimos
Na noite de 21 de maio de 1959, o sindicato entrou em greve mais uma vez, de surpresa, reivindicando melhores condições de trabalho e organização para os cerca de quatro mil funcionários da empresa. Com a greve, as Forças Armadas foram encarregadas de administrar provisoriamente as viagens entre Niterói e o Rio, desde a condução até a organização das filas. Foram utilizadas duas embarcações especiais para tal, denominadas "avisos", que, porém, tinham capacidade reduzida.

## A revolta
Com o serviço reduzido e, logicamente, sem dar vazão à demanda, a população começou a se aglomerar na Praça Martim Afonso (atual Arariboia), e o desconforto e o atraso foram aumentando a tensão local. Para piorar, os fuzileiros navais que tentavam "organizar" a fila — então um grande aglomerado — começaram a agir com truculência, aumentando o descontentamento e a agitação.
Quando um dos militares resolveu dar coronhadas nos passageiros, uma pedra foi lançada contra uma vidraça das barcas, e a resposta dos fuzileiros foi uma rajada de tiros para o alto, o estopim da fúria popular.
Iniciou-se um quebra-quebra pela estação das barcas, que foi incendiada e teve a frota destruída. Os móveis da estação e pedaços das embarcações foram arremessados na rua e incendiados. A revolta seguiu, com a população em marcha para a Rua São João, onde ficava o escritório da empresa, igualmente invadido e destruído, com papéis e móveis sendo arremessados da janela e ateados em chamas.
Por fim, os revoltosos marcharam em direção à residência dos Carreteiro no bairro Fonseca, a três quilômetros do foco da revolta. A casa foi incendiada, os pertences, destruídos, e os móveis caros, arremessados do telhado. No fim, encontrou-se escrito em uma parede: "Aqui jazem as fortunas do Grupo Carreteiro, acumuladas com o sacrifício do povo."
No dia seguinte, a situação já estava sob controle, e o governo brasileiro assumiu o controle das barcas, estatizadas.
A revolta, o vandalismo e a luta entre populares e militares resultaram em seis mortos e 118 feridos. Alguns periódicos compararam o episódio à Revolução Francesa, chamando Niterói de "uma pequena Bastilha". Segundo Maria da Conceição Vicente de Almeida, utilizando a análise de Roberto DaMatta, o que houve também foi uma espécie de carnavalização da revolta, pois ao adentrarem na residência dos Carreteiros, os manifestantes usaram as joias, roupas e perfumes das mulheres dos empresários, carregando na atitude um simbolismo da luta contra o grupo que, naquele momento, representava ser o inimigo do povo. "Nessa carnavalização, o povo ridicularizou e usufruiu, mesmo que momentaneamente, do luxo adquirido em um curto período de tempo pelos empresários das barcas". 
De acordo com o então governador do estado Roberto Silveira, do PTB, político bem relacionado com a UDN e considerado sucessor de João Goulart na liderança do PTB: "Tudo o que o povo fizer está correto. O povo quando faz, sabe o que está fazendo". Na Assembleia Legislativa do Rio de Janeiro, discursos inflamados contra o Grupo Carreteiro e os maus serviços prestados se tornaram frequentes, muitos conclamando a população e sindicalistas à violência, especialmente nos dias que antecederam a Revolta. Logo após o levante, a situação já estava sob controle e o governo brasileiro, em um processo rápido, estatizou o serviço. A família Carreteiro era, então, considerada uma das forças políticas mais influentes de Niterói. O patriarca da família, Jose Carreteiro, faleceu vítima de um infarto fulminante no mesmo dia da Revolta.